# Maladera globosa
Maladera globosa är en skalbaggsart som beskrevs av Frey 1972. Maladera globosa ingår i släktet Maladera och familjen Melolonthidae. Inga underarter finns listade i Catalogue of Life.